# Somalodillo pallidus
Somalodillo pallidus är en kräftdjursart som beskrevs av Stefano Taiti och Franco Ferrara1982. Somalodillo pallidus ingår i släktet Somalodillo och familjen Eubelidae. Inga underarter finns listade i Catalogue of Life.